# Producción de algodón en Uzbekistán
La producción de algodón en Uzbekistán es importante para la economía nacional del país. Es el principal cultivo comercial de Uzbekistán, representando el 17% de sus exportaciones en 2006. Con una producción anual de algodón de alrededor de 1 millón de toneladas de fibra (4%-5% de la producción mundial) y exportaciones de 700.000-800.000 toneladas (10% de las exportaciones mundiales), Uzbekistán es el octavo mayor productor y el undécimo mayor exportador de algodón del mundo. El apodo del algodón en Uzbekistán es «oro blanco».
La industria está controlada por el Estado en el nivel nacional. Más de un millón de funcionarios públicos, empleados de empresas privadas y niños participan en la recolección del algodón. Muchas de estas personas se ven obligadas a trabajar en los campos de algodón, recibiendo poca o ninguna paga. En una economía que ocupa el 82.º lugar entre las más grandes del mundo, el papel del algodón es crucial para Uzbekistán. Pero su producción ha disminuido con los años. La producción de algodón alcanzó su punto máximo en 1988 con 8.000 balas y en 2012 se situó en torno a los 4.500 balas (1 millón de toneladas). La razón de esta tendencia a la baja se atribuye a la prioridad dada a los cultivos alimentarios, un requisito esencial. Sus exportaciones de algodón se dirigen principalmente a China, Bangladés, Corea y Rusia. El país ha puesto en marcha una iniciativa de desarrollo para la fabricación de textiles de algodón mediante la mejora de las cadenas y fábricas de procesamiento de algodón. La industria algodonera uzbeka también se ha visto afectada por el boicot de su algodón por parte de muchas compañías globales después de que los informes de derechos humanos revelaran las condiciones de trabajo en el país, el trabajo infantil y el trabajo forzado.

## Historia

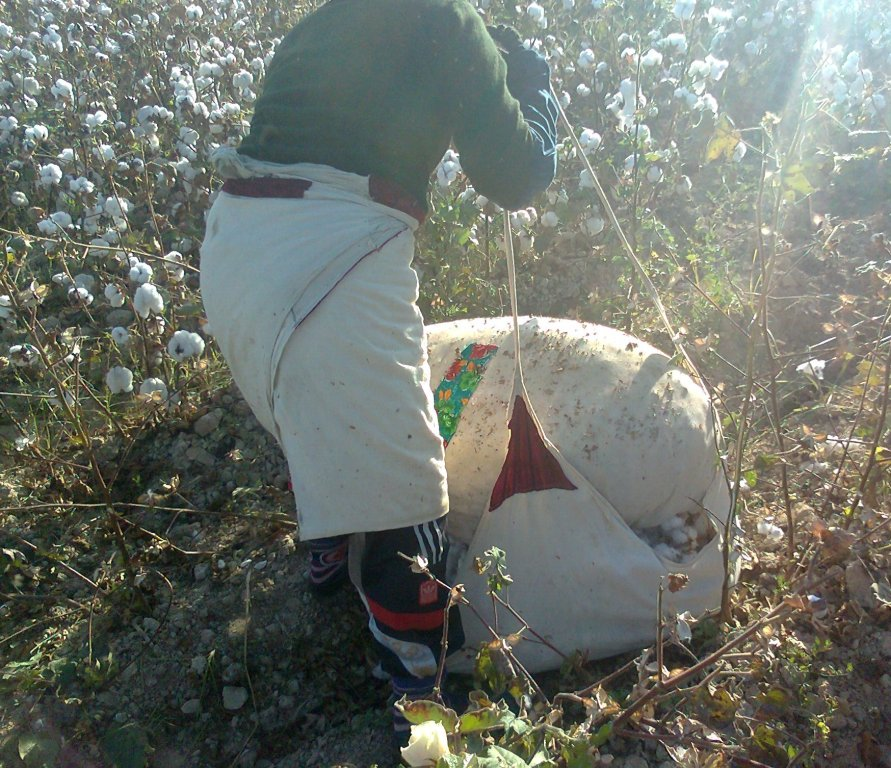
Un voluntario para cosechar algodón, 2012.

El algodón cultivado en tierras de Uzbekistán fue registrado hace casi 2000 años por los chinos. La producción de algodón aumentó drásticamente bajo el régimen soviético, y la República Socialista Soviética de Uzbekistán representó el 70% de la producción soviética. El gobierno controló estrictamente la industria e introdujo cuotas para asegurar una producción eficiente en las granjas colectivas llamadas koljós. Entre 1976 y 1983, la dirección de la república defraudó al Banco central soviético al inflar falsamente las cosechas de algodón uzbeko, calificándose el «escándalo del algodón» como el más notorio durante el mandato de Sharof Rashidov; dio lugar a un descrédito de la élite política de Uzbekistán. Desde la independencia, las cuotas al estilo soviético han permanecido intactas y el gobierno uzbeko sigue dominando la industria nacional.
Debido a los riesgos asociados a una economía de un solo cultivo, así como a consideraciones de seguridad alimentaria para la población, Uzbekistán ha estado diversificando su producción hacia los cereales, al tiempo que ha reducido la producción de algodón. Así, la superficie sembrada de algodón se redujo de 1,8 millones de hectáreas en 1990 a 1,4 millones de hectáreas en 2006, mientras que la superficie sembrada de cereales aumentó de 1,0 millones a 1,6 millones de hectáreas —en parte a expensas de las superficies asignadas a cultivos destinados a la alimentación animal—. Otra de las causas de la diversificación puede ser el medio ambiente, ya que las grandes cantidades de irrigación y fertilización necesarias para la producción de algodón han contribuido a la desecación del Mar de Aral y a la grave contaminación del suelo de las zonas circundantes.

## Cultivo
El algodón se planta entre abril y principios de mayo y se cosecha en septiembre. La plantación se concentra en la periferia del lago Aydar (cerca de Bujará) y también en cierta medida en Taskent a lo largo del río Sir Daria, y a lo largo del río Amu Darya en la zona fronteriza con Turkmenistán. Durante el año 2010-2011, el área de plantación de algodón fue de alrededor de 1,3 millones de hectáreas y el rendimiento de pelusa reportado fue de 752 kg/hectárea. Okdare 6, Namangan 77 y Taskent 6 son las variedades comunes de algodón plantadas en el país. Sin embargo, aunque se reconoce la necesidad de introducir un algodón de alto rendimiento y maduración temprana, desde 2009 se han adoptado nuevas variedades; estas variedades son: Bujará 102, Bujará 8, Andijan 35 y Khoresm 150. La mayoría de las fincas algodoneras están irrigadas, pero es necesario rehabilitar el sistema de suministro de agua para reducir la pérdida de agua. Las plagas se controlan adecuadamente con métodos biológicos.

## Trabajo forzado

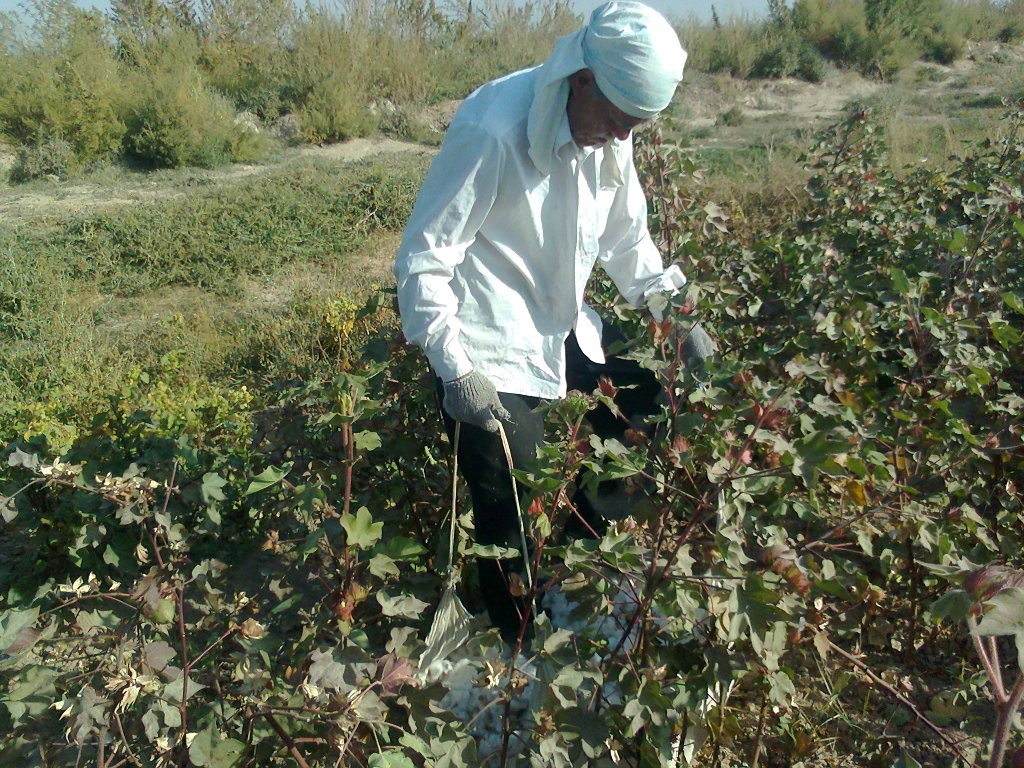
Técnica para pisar algodón en los campos de Uzbekistán.

El trabajo infantil forzado en la producción de algodón es una práctica en Uzbekistán, y el gobierno uzbeko ha empleado desde hace mucho tiempo a niños de hasta 9 años en la industria. Desde una edad muy temprana, los niños son criados para esperar el momento de la cosecha, conocido como "pahta", y para disfrutar de la cosecha del algodón como una «oportunidad para que contribuyan a la prosperidad de su nación». Muchos agricultores se ven obligados a producir algodón, pero el Estado cosecha los beneficios de su exportación. Si los trabajadores del gobierno y los profesionales se niegan a trabajar, pueden ser penalizados con ingresos menores y los niños trabajadores pueden ser golpeados.
Anti-Slavery International describe las condiciones de la industria algodonera en el país como «espantosas». La Campaña del Algodón se creó para mejorar la situación de los derechos humanos en Uzbekistán. Alegan que el gobierno de Islom Karimov «detiene, tortura y exilia a ciudadanos uzbekos que reclaman el reconocimiento de los derechos humanos, violan sus derechos humanos y niegan la libertad de expresión y de prensa» y que el sistema de trabajo forzoso del país «viola los derechos humanos de los ciudadanos uzbekos y condena a las generaciones futuras al ciclo de la pobreza» y «viola de forma flagrante la Convención internacional contra la trata de personas y la Declaración Universal de los Derechos Humanos». La Campaña del Algodón busca activamente un cambio en el gobierno para respetar los derechos humanos y permitir que la Organización Internacional del Trabajo monitoree la producción en el país.
Como resultado de las denuncias de violaciones de los derechos humanos en Uzbekistán, varias empresas como H&M, Tesco, IKEA, Adidas y Marks & Spencer se han distanciado y han proclamado que están haciendo todo lo posible por evitar y boicotear el uso del algodón uzbeko en sus productos. Josefin Thorell, portavoz de IKEA, dijo: «Hacemos todo lo posible para garantizar que el algodón uzbeko no se utilice en nuestros productos, pero el proceso de trazabilidad para la industria algodonera no es robusto. En el caso, por ejemplo, de Bangladés, donde gran parte del algodón utilizado en la fabricación procede tradicionalmente de Uzbekistán, los proveedores de IKEA deben comprar a la India». En octubre de 2014, Tesco firmó el compromiso de la Red de Abastecimiento Responsable de no comprar algodón en Uzbekistán. Giles Bolton, Director de Abastecimiento Responsable de Tesco, dijo: «Tesco fue uno de los primeros minoristas en prohibir el uso de algodón uzbeko en la cadena de suministro en 2007, y ahora estamos muy orgullosos de haber firmado el Compromiso del Algodón. Eliminar el algodón recogido con trabajo forzado es un paso crítico en el proceso de abastecimiento responsable».
En respuesta a la presión internacional y a la amenaza que supone para la industria el boicot de su algodón, las condiciones en el país están mejorando gradualmente. A principios de 2012, el primer ministro de Uzbekistán, Shavkat Mirziyayev, —que desde entonces ha sucedido a Islom Karimov en la presidencia de Uzbekistán— emitió un decreto que prohíbe a los niños trabajar en los campos de algodón.  Sin embargo, muchos profesionales, incluyendo maestros, profesores universitarios, médicos y enfermeras, todavía se ven obligados a trabajar en los campos en los momentos de la cosecha.
Ahora prohibido, el defoliante Butifos es responsable de las tasas excepcionalmente altas de mortalidad infantil y defectos de nacimiento entre los niños nacidos de mujeres que trabajan en los campos de algodón.
En diciembre de 2014, en la Lista de bienes producidos por el trabajo infantil o el trabajo forzado publicado por el Departamento de Trabajo de Estados Unidos informó que la industria algodonera sigue empleando a niños menores de edad y trabajadores en régimen de servidumbre. La activista de derechos humanos uzbeka Elena Urlaeva, que fue arrestada y detenida en hospitales psiquiátricos en 2015, 2016 y 2017 por arrojar luz sobre el trabajo forzoso en la industria algodonera, desempeñó un papel importante en la campaña de boicot al algodón uzbeko.